# Мартусевич, Антон Антонович
Анто́н Анто́нович Мартусе́вич (латыш. Antons  Martusēvičs, лит. Antanas Martusevičius)(25 февраля [9 марта] 1863 — 9 сентября 1944) — русский, советский, латышский и литовский военачальник, генерал-лейтенант. Участник Русско-Японской, Первой Мировой и Гражданской войн. Командовал 1-й Латышской стрелковой дивизии. Начальник артиллерии Литвы.

## Биография

### Происхождение
Родился 25 февраля 1863 года в имении Падубисяй Россиенского уезда Ковенской губернии. Происходил из потомственных остзейских дворян. Литовец по национальности. 

### Военная карьера
Начальное образование получил в Полоцкой военной гимназии. Затем поступил в Петербург в 1-е Павловское военное училище. В 1883 году был выпущен из училища подпоручиком и направлен в 69-й Рязанский пехотный полк. Затем переведен в артиллерию.
Участвовал в Русско-Японской войне в качестве командира батареи. За отличие в службе произведен в подполковники 27 августа 1905 г. назначен начальником стратегического отдельного передового артиллерийского запаса Маньчжурских армий.
С 1910 по 1914 года командовал 11-й Сибирской артиллерийской бригадой.
Летом 1914 года назначен командиром новообразованной 14-й Сибирской артиллерийской бригады. Участвовал в Лодзинской операции, Великом отступлении и Митавской операции.
9 марта 1917 года назначен командиром 110-й пехотной дивизии. По состоянию на декабрь того же года являлся выборщиком воинского формирования. После Брестского мира подал в отставку и поселился в Риге.
Был призван в армию Латвии как военный специалист в начале 1919 года в качестве начальника артиллерии 1-й стрелковой дивизии Армии Советской Латвии, позже командовал дивизией. Снят с должности начдива 20 октября 1919 года за недостаточные результаты действий Ударной группы. Занимал пост военрука Военного комиссариата Совета Народных Комиссаров Латвии. Ушёл в отставку по болезни в августе 1920 года и вернулся в Литву.
С 1921 года мобилизован в Литовскую армию на должность начальника артиллерии армии с присвоением звания генерал-лейтенант. После отставки работал директором Кредитного банка. Скончался в 1944 от случайной раны, полученной во время бомбардировки Каунаса.